# The Adverts
The Adverts est un groupe de punk rock britannique, originaire de Londres, en Angleterre. Il est formé en 1976 et séparé en 1979. Ils sont connus pour leurs singles One Chord Wonders et Gary Gilmore's Eyes.

## Biographie
Le groupe est formé en 1976 par T. V. Smith et Gaye Advert, après avoir vu les Sex Pistols sur la scène du 100 Club. Ils publient une annonce pour recruter les deux autres musiciens. 
Ils donnent leur premier concert sur la scène du Roxy le 15 janvier 1977. Le morceau Bored Teenager enregistré lors de leur seconde prestation, en première partie de Slaughter and the Dogs, se retrouve sur la compilation The Roxy London WC2.
En février, peu après leur concert avec the Damned, ils signent un contrat avec le label Stiff Records. En mars, le groupe joue avec the Jam au Roxy. En avril 1977, The Adverts enregistrent leur première sessions pour John Peel à la BBC Radio 1. Des jours plus tard, le 29 avril 1977, leur premier single One Chord Wonders est publié chez Stiff. Le single est recommandé par les magazines Melody Maker et Sounds. 
Le 19 août 1977, le groupe publie le premier de ses deux singles ayant atteint l'UK Top 40 chez Anchor Records. Lyriquement, Gary Gilmore's Eyes est une chanson polémique basée sur le souhait de Gary Gilmore, un meurtrier américain ; il voulait faire don de ses yeux après son exécution. Le single qui suit, Safety in Numbers, est publié le 28 octobre, mais n'atteint pas les classements. Un quatrième single, No Time to Be 21, publié par Bright Records, dirigé par CBS, le 20 janvier 1978, atteint l'UK Top 40.
Leur premier album studio, Crossing the Red Sea with The Adverts est publié chez Bright le 17 février 1978. Il deviendra par la suite l'album phare de l'ère punk, que Dave Thompson considère comme « premier album dévastateur, l'un des albums les plus importants de l'ère punk, mais aussi de toutes les années 1970. » Trouser Press et d'autres critiques placent l'album dans leur liste des meilleurs albums,,,.
Après avoir signé chez RCA Records, The Adverts publient leur singles Television's Over le 10 novembre 1978, My Place le 1er juin 1979, et Cast of Thousands le 19 octobre 1979, mais se retrouvent dans l'incapacité de renouveler leur pic de popularité. Leur carrière stagne après la sortie de leur deuxième album studio, Cast of Thousands, publié chez RCA le 12 octobre 1979. Peu après cette sortie, le groupe est menacé de poursuites judiciaires par les anciens membres Pickup et Latter, qui reprochent au groupe de continuer sous le nom des Adverts sans eux. Ils se séparent peu de temps après la mort par électrocution de leur manager Dempsey. Leur dernier concert s'effectue au Slough College le 27 octobre 1979. Le groupe séparé, T.V. Smith continue avec Cross sous le nom de T.V. Smith's Explorers, puis Cheap, pour finalement finir en solo dans les années 1990.
Les anciens membres actuellement décédés sont Cross (le 9 juillet 2012), et Pickup (le 11 juillet 1997).

## Membres
- T. V. Smith - chant
- Gaye Advert - basse
- Howard Pickup - guitare
- Lorry Driver - batterie

## Discographie

### Albums studio
- 1978 : Crossing the Red Sea with The Adverts
- 1979 : Cast of Thousands

### Album live
- 1990 : Live at the Roxy Club (Receiver)

### Compilation
- 1997 : The Wonders Don’t Care: The Complete Radio Recordings (Burning Airlines)
- 1999 : The Best of The Adverts (Anagram Punk)
- 2000 : Singles Collection (Get Back Records)
- 2003 : Anthology (Devils Own Jukebox : compilation des deux albums + Not Live at the Roxy)

### Singles
- 1977 : One Chord Wonders / Quickstep (29 avril 1977 : Stiff Records)
- 1977 : Gary Gilmore's Eyes / Bored Teenagers (19 août 1977 : Anchor Records)
- 1977 : Safety in Numbers / We Who Wait (28 octobre 1977 : Anchor Records)
- 1978 : No Time to be 21 / New Day Dawning (20 janvier 1978 : Bright Records)
- 1978 : Television's Over / Back From The Dead (10 novembre 1978 : RCA Records)
- 1979 : My Place / New Church (1er juin 1979 : RCA Records)
- 1979 : Cast of Thousands / I Will Walk You Home (19 octobre 1979 : RCA Records)